# Дотишамп, Жан Терез Луи де Бомон
Маркиз Жан Терез Луи де Бомон Дотишамп (фр. Jean Thérèse Louis de Beaumont, marquis d’Autichamp; 1738, Анже — 12 января 1831, Сен-Жермен-ан-Ле) — генерал-лейтенант французской и генерал от кавалерии русской службы, командир Кавалергардского полка, комендант Лувра.

## Биография
Дворянин из старинного французского рода. Старший сын королевского мушкетёра Луи-Жозефа де Бомона, маркиза д’Отишама, и старший брат генерала Антуана-Жозефа-Элали д’Отишама (фр. Antoine-Joseph-Eulalie de Beaumont d’Autichamp). Дядя одного из лидеров Вандейского восстания, Шарля Мари Дотишампа.
В одиннадцатилетнем возрасте поступил на военную службу в «полк короля». В 1757 году стал адъютантом своего родственника маршала Брольи, а затем командиром собственного драгунского полка. Участвовал в Семилетней войне.
В 1762 году был пожалован орденом Святого Людовика. В 1770 году был произведен в чин бригадира и назначен начальником жандармерии в городе Люневиль, где цесаревич Павел Петрович впервые увидел Дотишампа и обратил внимание на его способности по организации кавалерии. В 1780 году Дотишамп был пожалован чином лагерного маршала (фр. maréchal de camp), в 1783 ему пожаловали командорский крест ордена Святого Лазаря Иерусалимского, а в 1789 году он был назначен генерал-квартирмейстером армии, стоявшей у стен Парижа.
20 марта 1790 года Дотишамп был пожалован чином генерал-лейтенанта. Он предлагал применить к восставшим парижанам силу, но к его мнению не прислушались.
Он последовал в Турин за принцем Конде, при дворе которого числился шталмейстером. В 1792 году он сформировал кавалерийский отряд, во главе которого участвовал в неудачной кампании в Шампани. После роспуска армии вместе с другими эмигрантами укрылся в Маастрихте и участвовал в обороне города 1 марта 1793 года, пока подошедшие австрийцы не заставили революционные войска снять осаду.
За время войны Дотишамп истратил все свои сбережения и решил поступить на иностранную службу. Недавно взошедший на престол император Павел I Высочайше повелел принять его на службу в том же чине:

Французской службы генерал-лейтенант маркиз Дотишамп определяется в кавалерийские полки генерал-лейтенантом же, с ношением кавалерийского армейского мундира.
9 июня 1797 года Дотишамп был назначен командиром Кавалергардского полка со следующим приказом:

Полк Кавалергардский препоручается в полное командование Вашего Превосходительства, почему имеете вы оный осмотреть во всех частях, а при том рекомендую Вашему Превосходительству при собрании всех господ штаб- и обер-офицеров объявить, чтобы не осмеливались они унтер-офицеров и рядовых штрафовать палкою, также и бранными или грубыми словами, а обходились с ними ласково и вежливо, как должно с благородными людьми. Ежели кто окажется в худом поведении или в нерачении своей должности… вы уже по мере преступления имеете штрафовать… сходно со званием кавалергарда.
Но уже 5 сентября 1797 года Павел I распорядился сократить штат Кавалергардского полка до одного эскадрона в 60 человек кавалергардов, не считая офицеров, унтер-офицеров и трубачей. 1 декабря того же года полк практически был распущен.
В 1799 году Дотишамп был вновь принят на службу с зачислением «по армии» и 20 марта произведён в генералы от кавалерии, а 19 ноября назначен командующим корпусом, сформированным для подкрепления армии Суворова.
2 ноября 1802 года, уже при Александре I, Дотишамп был назначен «инспектором по кавалерии Днестровской инспекции». 30 августа 1804 года он был уволен в отпуск на два месяца, затем еще на два месяца с отчислением от должности. 25 ноября 1805 года, так и не получив никакого назначения, он обратился к императору с просьбой об отставке, которую получил (с мундиром) 20 февраля 1806 года.
После отставки он с супругой поселился в пожалованном ему в аренду сроком на 12 лет имении Народичи Волынской губернии, где прожил до августа 1815 года.
Вернувшись во Францию, Дотишамп был поставлен во главе войск Тулузского военного округа. В январе 1818 года он был назначен комендантом Лувра, а в октябре того же года командирован для встречи русского и прусского императоров.
Во время июльской революции 1830 года 92-летний Дотишамп, несмотря на тяжелый приступ подагры, остался верен присяге. При первых же выстрелах вечером 27 июля он приказал поднять себя из кровати, одеть в мундир и вынести в галерею, где он лично принял команду над крохотным гарнизоном дворца. Его отряд, состоявший из швейцарцев, потерял 19 человек убитыми и ранеными. Сам Дотишамп был ранен, но сумел удержать дворец целые сутки, пока в ночь на 29 июля его не сменил генерал, присланный маршалом Мармоном.
Скончался в Сен-Жермене 12 января 1831 года.

## Галерея
- Генерал Дотишамп в мундире командира Кавалергардского полка
- Вид на Отишам — родовое владение маркиза[3].
- Нападение на Лувр 29 июля 1830 года